# 中尾壮位
中尾 壮位（なかお そうい、2004年11月8日 - ）は、日本の俳優、元子役。大阪府出身。J-beansに所属。2013年より放映のテレビ番組『すすめ!キッチン戦隊クックルン』では、長男セージ役を務めた。

## 出演作品

### テレビ
- 『ファミリーヒストリー』（2012年11月12日、NHK総合） - スケート教室の生徒 役
- 『すすめ!キッチン戦隊クックルン』（2013年4月1日 - 2015年3月27日、NHK Eテレ） - セージ 役
- 『ゴー!ゴー!キッチン戦隊クックルン』（2016年3月、NHK Eテレ） - セージ 役
- 『子ども安全リアル・ストーリー』（2016年8月2日・17日、NHK Eテレ） - ユウト 役

### 映画
- 『貞子vs伽椰子』 - 裕太 役

### CM
- エバラ食品工業
  - 「おろしのたれ」（2015年5月 - ）[3]
  - 「浅漬けの素」（2015年6月 - ）[4]

### VP
- ベネッセ
  - 『こどもちゃれんじほっぷ』（2011年11月号）
  - 『こどもちゃれんじすてっぷ』（9・11月号） - ナレーション
- 読売KODOMO新聞ミニムービー、「?（はてな）を!（びっくり）に」[5]